# Modrá a šedá
Modrá a šedá (v anglickém originále The Blue and the Gray) jsou 13. díl 22. řady (celkem 477.) amerického animovaného seriálu Simpsonovi. Scénář napsal Rob LaZebnik a díl režíroval Bob Anderson. V USA měl premiéru dne 13. února 2011 na stanici Fox Broadcasting Company a v Česku byl poprvé vysílán 4. srpna 2011 na stanici Prima Cool.

## Děj
Poté, co Vočko stráví další valentýnský den sám, navštíví seminář vedený doktorem Líbalem v naději, že získá větší důvěru u žen. Vočko dá na doktorovu radu a požádá Homera, aby mu dělal parťáka. Mezitím Marge objeví své první šediny a od svého kadeřníka Julia se dozví, že je úplně šedivá, přičemž výpary z chemikálií, které Julio používá k barvení, jí vymazaly paměť. Marge překvapí svou rodinu i okolí tím, že zcela zešediví a nasadí si zbrusu nový účes. Uprostřed smíšených reakcí není Bart rád, když si ho děti ze sousedství dobírají kvůli Margině vzhledu, a Marge je otrávená, když si ženy ze sousedství myslí, že je starší, než ve skutečnosti je. 
Homer, nešťastný z Margina vzhledu, jí zpočátku říká, že je jeho „stříbrná kráska“, aby ji uklidnil. Následně však tráví více času tím, že pomáhá Vočkovi se ženami, aby se na ni nemusel dívat, během čehož se stává u mladých dam stále oblíbenějším. Později Patty a Selma upozorní Marge na Homerovy skutečné pocity ohledně jejího vzhledu s poznámkou, že Homer by se nesnažil být „chytrý“, kdyby se mu opravdu líbila, což jí je o to zřejmější, když dvě ženy ten večer v klubu pomlouvají jeho vzhled. Žárlivá Marge se vydá do klubu, aby Homera překvapila, ale stane se jí série nehod, jež mají za následek, že vypadá jako čarodějnice. V klubu ho konfrontuje, když vidí, že s ním flirtuje dav žen, ale Homer pomůže Marge pochopit, že má oči jen pro ni, a dokáže, že láska je stále ve springfieldském vzduchu. Nakonec si Marge změní barvu vlasů zpátky na modrou, aby bojovala se svými problémy se žárlivostí, a Homer si kvůli ní obarví zbývající vlasy rovněž na modro.

## Přijetí
V původním americkém vysílání díl zhlédlo odhadem 5,618 milionu domácností a mezi dospělými ve věku 17–49 let získala rating 2,7 / 7 %. Tato epizoda zaznamenala 10% pokles oproti předchozímu dílu Dobrý otec Homer, což mohlo být způsobeno tím, že epizoda byla vysílána v době předávání 53. ročníku cen Grammy.
Epizoda se setkala s průměrným hodnocením kritiků, kteří ji označili za „vtipnou“, ale „nezapamatovatelnou“. Rob LaZebnik byl za tento díl nominován na Cenu Sdružení amerických scenáristů  za vynikající scénář k animovanémudílmu na 64. ročníku těchto cen.